# Shining☆Star
「Shining☆Star」（シャイニング・スター）は、超新星の10枚目のシングルである。2010年12月8日発売。

## 概要
前作から約4ヶ月ぶりとなるシングル。

## 仕様
- 初回限定盤A：CD+DVD
  - DVDにはPVが収録されている。
- 初回限定盤B：CD+韓国メトロマップ（全6種類のうち1種類をランダム封入）
- 通常盤：CD

## 収録曲
1. Intro
2. Shining☆Star
TBS系「激変!ミラクルチェンジ」エンディング・テーマ
NTTコミュニケーションズ「MUSICO」CMソング
3. Love Letter
4. Shining☆Star（Instrumental）